# Swan Lake Kispiox River Park
Swan Lake Kispiox River Park är en park i Kanada.   Den ligger i provinsen British Columbia, i den centrala delen av landet, 3 800 km väster om huvudstaden Ottawa. Swan Lake Kispiox River Park ligger 586 meter över havet. Den ligger vid sjön Stephens Lake.
Terrängen runt Swan Lake Kispiox River Park är kuperad åt nordost, men åt sydväst är den platt. Trakten runt Swan Lake Kispiox River Park är nära nog obefolkad, med mindre än två invånare per kvadratkilometer.. Det finns inga samhällen i närheten. 
I omgivningarna runt Swan Lake Kispiox River Park växer i huvudsak barrskog.